# Karaisalı
Karaisalı este un mic oraș, centru al districtului administrativ cu același nume din Turcia, Provincia Adana.